# Henry Tam
Henry Tam (* 24. Juni 1988) ist ein neuseeländischer Badmintonspieler. 

## Karriere
Henry Tam wurde 2006 Dritter bei der Ozeanienmeisterschaft. Zwei Jahre später gewann er bei der gleichen Veranstaltung Silber und Gold. 2009 war er bei den Cyprus International erfolgreich, 2011 wurde er neuseeländischer Meister im Herrendoppel.

## Sportliche Erfolge
| Saison | Veranstaltung                  | Disziplin    | Platz | Name                       |
| ------ | ------------------------------ | ------------ | ----- | -------------------------- |
| 2006   | Ozeanienmeisterschaft          | Mixed        | 3     | Henry Tam / Lianne Shirley |
| 2008   | Ozeanienmeisterschaft          | Herrendoppel | 2     | Nathan Hannam / Henry Tam  |
| 2008   | Ozeanienmeisterschaft          | Mixed        | 1     | Henry Tam / Donna Cranston |
| 2008   | North Shore City International | Mixed        | 1     | Henry Tam / Donna Haliday  |
| 2009   | Cyprus International           | Mixed        | 1     | Henry Tam / Donna Haliday  |
| 2009   | Auckland International         | Herrendoppel | 3     | Henry Tam / Joe Wu         |
| 2011   | Neuseeländische Meisterschaft  | Herrendoppel | 1     | Nathan Hannam / Henry Tam  |